# Вайреда, Жоаким
Жоаким Вайреда-и-Вила (кат. Joaquim Vayreda i Vila; 23 мая 1843, Жирона — 31 октября 1894, Олот) — каталонский художник-пейзажист, мастер реалистической живописи.

## Жизнь и творчество
Происходил из зажиточной семьи землевладельцев из каталонского Олота, во время первого восстания карлистов переселившейся в провинциальный центр Жирону. В 1860 году поступает в Барселонский университет, где изучает философию. В это время становится помощником в художественном ателье Рамона Марти-и-Альсина; и здесь знакомится с основами изображения окружающей природы. В 1868 году художник возвращается на родину, в Олот. Здесь он создаёт клуб любителей искусства, который возглавляет Жосеф Борга. Этот клуб со временем превратился в каталонскую художественную «школу Олота». До 1871 года Вайреда пишет преимущественно пейзажные сценки, в которые были включены различные религиозные мотивы. Одной из наиболее значительных работ этого периода является полотно «Вечер страстной пятницы в Олоте» («Tarda de Divendres Sant a Olot», 1871). Следующий творческий период в живописи Ж.Вайреда наступает в том же 1871 году, когда мастер совершает путешествие в Париж, где знакомится с произведениями барбизонской школы. Художник перенимает технику эскиза и пейзажа, присущую французским живописцам. Характерным для него во время пребывания во Франции можно назвать картину «Сожаление» («Recança», 1876, музей современного искусства Каталонии в Барселоне). С началом Второй карлистской войны Ж.Вайреда вынужден вновь бежать во Францию. В 1873—1875 годах он живёт на юге этой страны. Благодаря этому обстоятельству художник близко знакомится и многое берёт из творчества таких известных мастеров пейзажной и жанровой живописи, как К.Коро, Ж.Милле, Т.Руссо, Ш.Добиньи. Позднее это влияние французской школы находит своё отражение в каталонском художественном творчестве. Большое место в работах Ж.Вайреда занимает жизнь крестьян, их труд и неразделимое единство с окружающей их природой.
Современная художественная критика рассматривает творчество Ж.Вайреда как одно из предтечей импрессионизма (например, его полотно «Морской берег» («Vora de l’Estanу», 1883—1886), перебрасывающего своего рода мост от традиционализма в искусстве к импрессионизму и модернизму.
Ж.Вайреда был братом ботаника Эстанислауса Вайреда (1848—1901) и художника и писателя Мариана Вайреда (1853—1903).

## Галерея

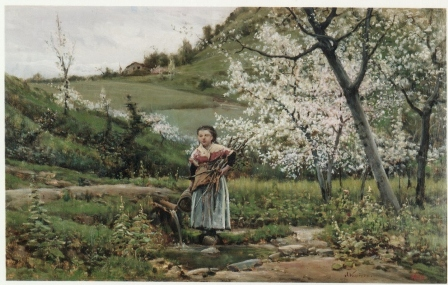
Весна
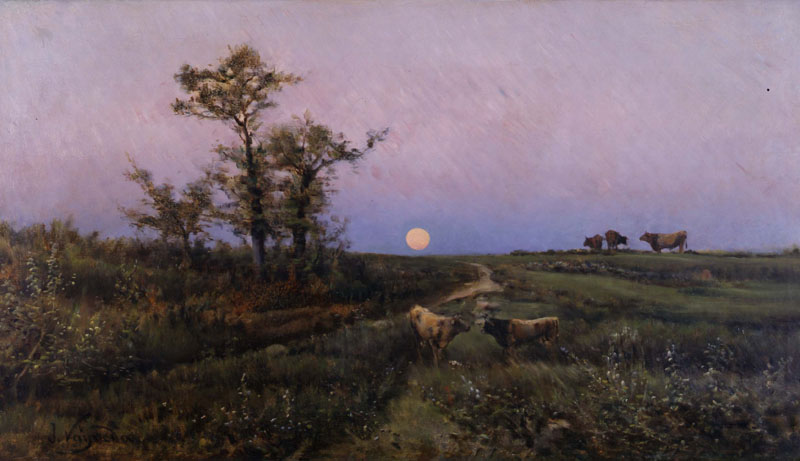
Закат луны (1883)
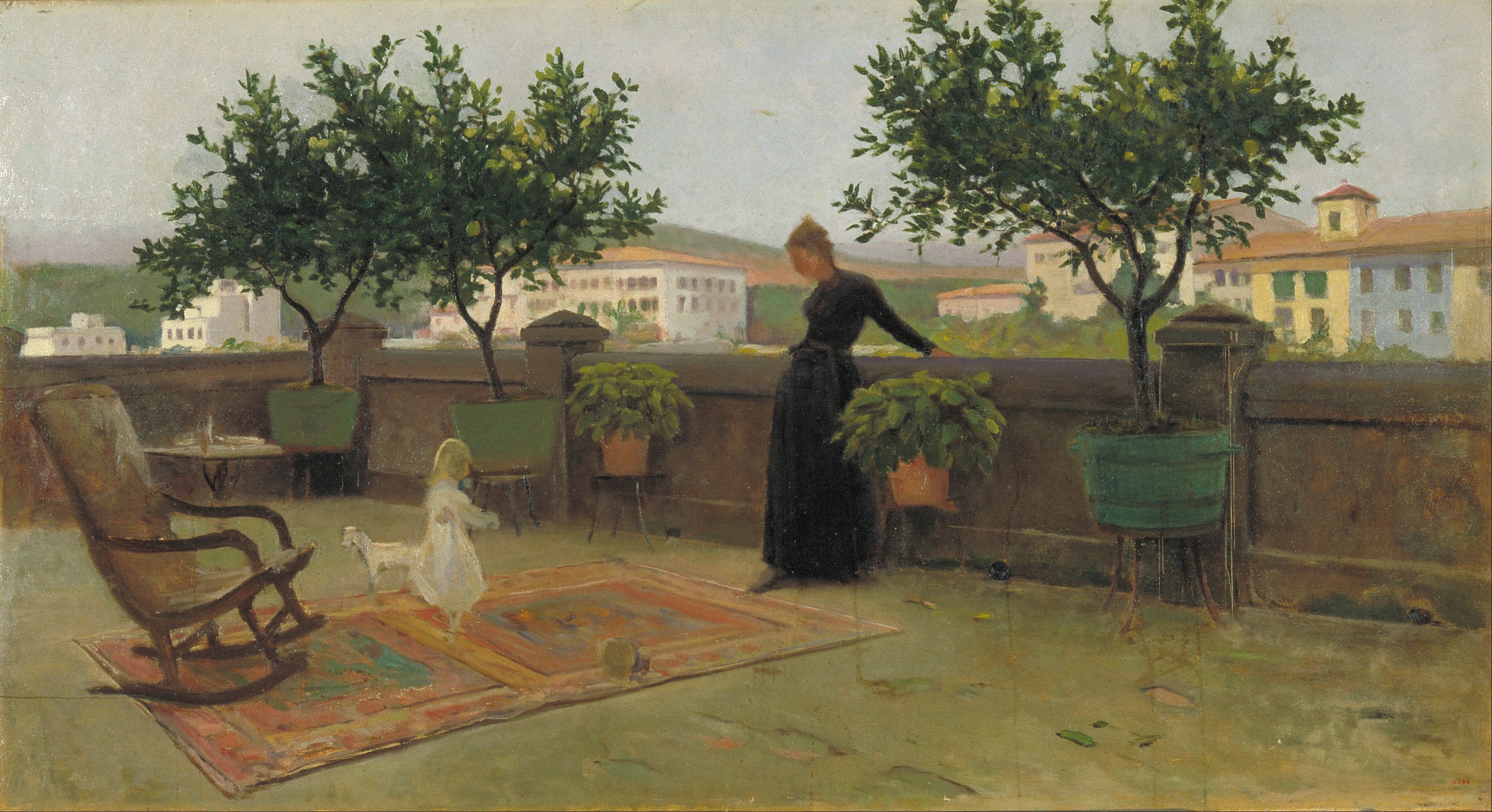
На террасе (1891)
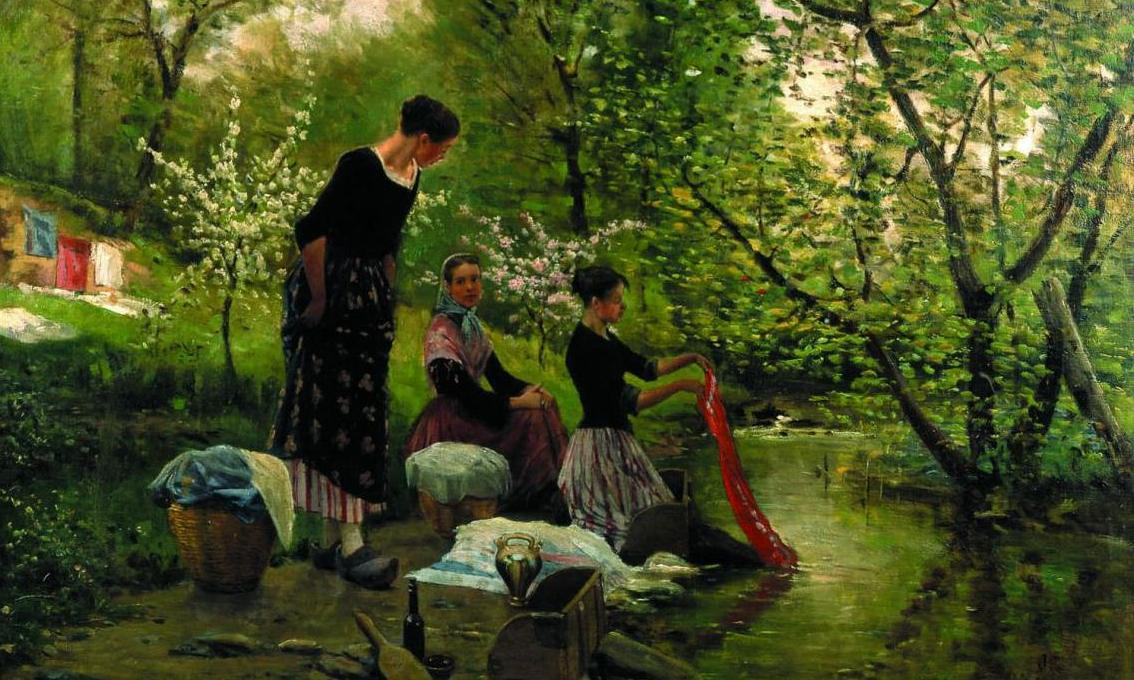
Прачки (1881, совместно с братом М.Вайреда)
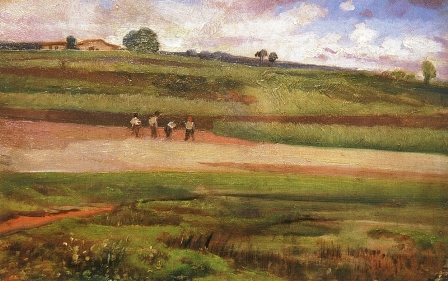
Крестьяне

## Дополнения
- Joaquim Vayreda i Vila, in: enciclopedia.cat (katalanisch)